# Regio's van Brazilië
Een Braziliaanse regio is een statistisch-geografisch gebied dat een aantal staten groepeert, als onderdeel van de territoriale indeling van Brazilië. Er zijn vijf regio's, te weten:

## Regio Noord
De regio Noord is ingedeeld in 7 staten, 20 mesoregio's, 64 microregio's en 446 gemeenten.
- Territoriale indeling van Acre
- Territoriale indeling van Amapá
- Territoriale indeling van Amazonas
- Territoriale indeling van Pará
- Territoriale indeling van Rondônia
- Territoriale indeling van Roraima
- Territoriale indeling van Tocantins

## Regio Centraal-West
De regio Centraal-West is ingedeeld in 3 staten en 1 federaal district, 15 mesoregio's, 52 microregio's en 463 gemeenten.
- Territoriale indeling van het Federaal District
- Territoriale indeling van Goiás
- Territoriale indeling van Mato Grosso
- Territoriale indeling van Mato Grosso do Sul

## Regio Noordoost
De regio Noordoost is ingedeeld in 9 staten, 42 mesoregio's, 188 microregio's en 1794 gemeenten.
- Territoriale indeling van Alagoas
- Territoriale indeling van Bahia
- Territoriale indeling van Ceará
- Territoriale indeling van Maranhão
- Territoriale indeling van Paraíba
- Territoriale indeling van Pernambuco
- Territoriale indeling van Piauí
- Territoriale indeling van Rio Grande do Norte
- Territoriale indeling van Sergipe

## Regio Zuidoost
De regio Zuidoost is ingedeeld in 4 staten, 37 mesoregio's, 160 microregio's en 1668 gemeenten.
- Territoriale indeling van Espírito Santo
- Territoriale indeling van Minas Gerais
- Territoriale indeling van Rio de Janeiro
- Territoriale indeling van São Paulo

## Regio Zuid
De regio Zuid is ingedeeld in 3 staten, 23 mesoregio's, 94 microregio's en 1189 gemeenten.
- Territoriale indeling van Paraná
- Territoriale indeling van Rio Grande do Sul
- Territoriale indeling van Santa Catarina

Regio's: Noord · Centraal-West · Noordoost · Zuidoost · Zuid

Staten: Acre · Alagoas · Amapá · Amazonas · Bahia · Ceará · Espírito Santo · Goiás · Maranhão · Mato Grosso · Mato Grosso do Sul · Minas Gerais · Pará · Paraíba · Paraná · Pernambuco · Piauí · Rio de Janeiro · Rio Grande do Norte · Rio Grande do Sul · Rondônia · Roraima · Santa Catarina · São Paulo · Sergipe · Tocantins

District: Federaal District
Zie ook: Lijst van vlaggen van Braziliaanse deelgebieden